# Partielle Autokorrelationsfunktion
|  | Dieser Artikel wurde auf der Qualitätssicherungsseite des Portals Mathematik eingetragen. Dies geschieht, um die Qualität der Artikel aus dem Themengebiet Mathematik auf ein akzeptables Niveau zu bringen. Bitte hilf mit, die Mängel dieses Artikels zu beseitigen, und beteilige dich bitte an der Diskussion! (Artikel eintragen) |

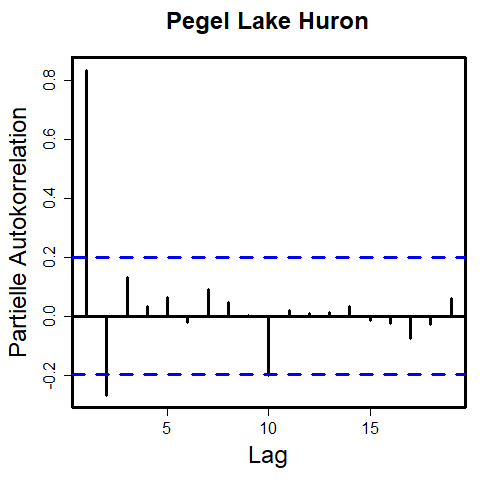
Geschätzte partielle Autokorrelation der Zeitreihe der Tiefen des Huronsee. Die zugehörigen Konfidenzintervalle sind in blau (um die 0 zentriert) gezeichnet.

Die partielle Autokorrelationsfunktion (PAKF, engl. PACF) ist wie die Autokovarianzfunktion und die Autokorrelationsfunktion ein Instrument, um Abhängigkeiten zwischen den Werten einer Zeitreihe zu unterschiedlichen Zeiten zu identifizieren. Die PAKF misst den linearen Zusammenhang zwischen {\displaystyle Y_{t}} und {\displaystyle Y_{t+k}} unter Ausschaltung des Einflusses der dazwischen liegenden Variablen. 
Bei autokorrelierten stationären Prozessen enthalten die Beobachtungen {\displaystyle Y_{t}} bis {\displaystyle Y_{T-1}} Informationen über den erwarteten Betrag und Vorzeichen der Größe {\displaystyle Y_{T}} (mit {\displaystyle t<T\in \mathbb {N} }). Die partielle Autokorrelation drückt dann die bedingte Information über die Ausprägung von {\displaystyle Y_{T}} aus, die man erhält, wenn man darüber hinaus {\displaystyle Y_{t-1}}, den Zustand des Prozesses zur Zeit {\displaystyle t-1}, kennt.
Mithilfe dieser bedingten Betrachtung der PACF kann, im Gegensatz zur Autokorrelationsfunktion, die Ordnung eines Autoregressiver Prozesses direkt bestimmt werden.

## Definition bedingte Korrelation
Die formale Definition lautet bei zentrierten stationären Zeitreihen 
{\displaystyle \varphi _{kk}:=\operatorname {Corr} (Y_{t},Y_{t-k}|Y_{t-1},\cdots ,Y_{t-k+1})\quad k=0,\pm 1,\pm 2,\cdots }
Die Operation {\displaystyle \operatorname {Corr} (\cdot ,\cdot |\cdot )} bezeichnet dabei die bedingte Korrelation, gebildet mit der bedingten Erwartungswerten und bedingten Varianzen
{\displaystyle \operatorname {Corr} (W,Z|{\mathcal {F}}_{t}):={\frac {E(WZ|{\mathcal {F}}_{t})-E(W|{\mathcal {F}}_{t})E(Z|{\mathcal {F}}_{t})}{\sqrt {\operatorname {Var} (W|{\mathcal {F}}_{t})\operatorname {Var} (Z|{\mathcal {F}}_{t})}}}.}
Die Funktion ist in {\displaystyle k} symmetrisch und ihre Werte liegen im Intervall {\displaystyle [-1,1]}. Es gilt {\displaystyle \varphi _{00}=1}.
Beachte die bedingte Korrelation stimmt nur dann mit der partiellen Korrelation überein, falls die Zufallsvariablen multivariat normal verteilt, elliptisch verteilt, multivariat hypergeometrisch verteilt, multivariat negative hypergeometrische verteilt, multinomial verteilt oder Dirichlet verteilt sind.

## Verfahren
Zur Bestimmung der PAKF gibt es verschiedene Verfahren:
- Yule-Walker-Gleichungen (nach George Udny Yule),
- Durbin-Levinson-Algorithmus.

Letztere Methode geht rekursiv vor. Mit ihr kann auch eine empirische PAKF (geschätzte PAKF) berechnet werden.  Eine Approximation der Standardabweichung der empirischen PAKF ist mit der Quenouille-Approximation möglich:
{\displaystyle {\hat {\sigma }}({\hat {\varphi }}_{kk})\approx {\frac {1}{\sqrt {T}}}}.